# Muhammad-bin-Raschid-Raumfahrtzentrum

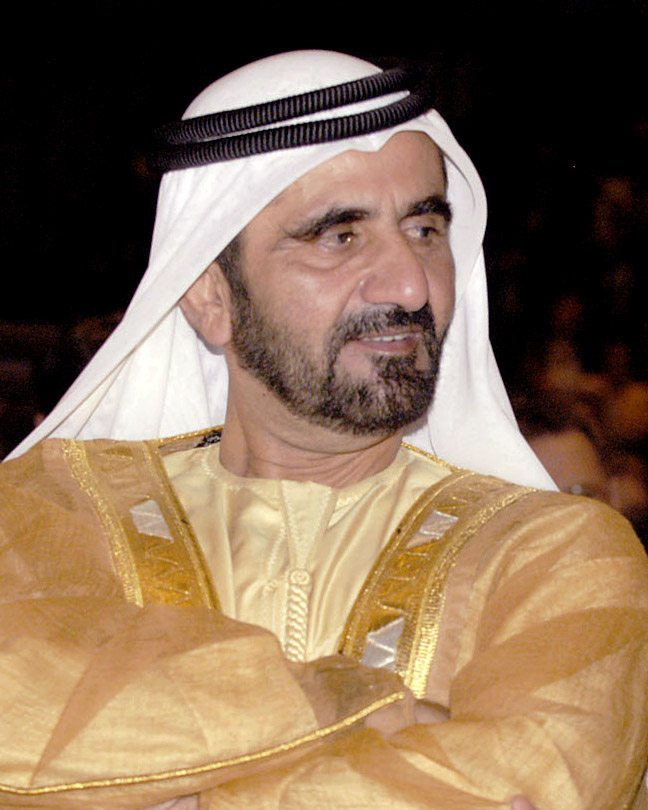
Muhammad bin Raschid Al Maktum

Das Muhammad-bin-Raschid-Raumfahrtzentrum (arabisch مركز محمد بن راشد للفضاء, DMG Markaz Muḥammad bin Rāšid li-l-Faḍāʾ), wegen der englischen Bezeichnung Mohammed Bin Rashid Space Centre im Ausland auch unter der Abkürzung „MBRSC“ bekannt, ist eine staatliche Einrichtung des Emirats Dubai, die einen großen Teil des Raumfahrtprogramms der Vereinigten Arabischen Emirate bestreitet, unter anderem das Astronautenprogramm der VAE und die Marsmission al-Amal. Das Raumfahrtzentrum hat seinen Sitz im Stadtbezirk al-Khwaneej 1 von Dubai, sein Generaldirektor ist seit dem 20. Januar 2022 Salem Humaid al-Marri.

## Institut der Emirate für fortschrittliche Wissenschaft und Technologie
Am 4. Januar 2006 wurde Muhammad bin Raschid al-Maktum nach dem Tod seines ältesten Bruders Emir von Dubai und Vizepräsident der Vereinigten Arabischen Emirate. Einen Monat später, am 6. Februar 2006, gründete er per Dekret das Institut der Emirate für fortschrittliche Wissenschaft und Technologie (arabisch مؤسسة الإمارات للعلوم والتقنية المتقدمة, DMG Muʾassasat ul-Imārāt lil-ʿUlum wal-Taqniat il-Mutaqadima), wegen der englischen Bezeichnung Emirates Institution for Advanced Science and Technology im Ausland auch unter der Abkürzung „EIAST“ bekannt. Anders als der Name vermuten lässt, handelt es sich hier nicht um eine Initiative der Vereinigten Arabischen Emirate, sondern allein von Dubai. Generaldirektor des Instituts wurde Ahmed Obaid al-Mansuri.
Wenn auch in der Selbstdarstellung des Instituts viel von weitreichenden Zielen wie nachhaltiger Entwicklung und dem Aufbau einer Wissensgesellschaft die Rede war, ging es in der Praxis zunächst nur um Erdbeobachtungssatelliten zur Erlangung von präzisen geografischen Informationen für verschiedene Anwendungen.

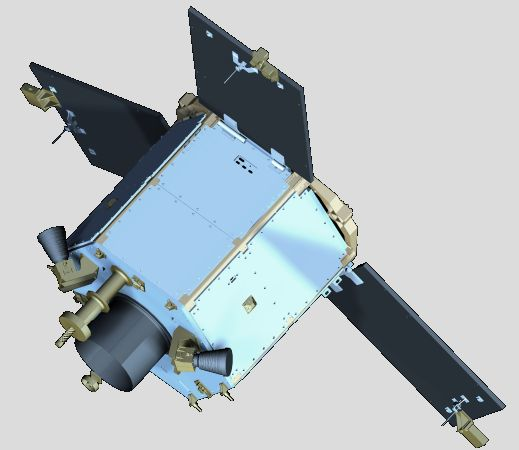
DubaiSat 1

Das Institut war von Anfang an eine Raumfahrtbehörde. Im September 2007 wurde angekündigt, im folgenden Jahr den Erdbeobachtungssatelliten DubaiSat 1 zu starten; der Satellit sollte Dubai zu einer der weltweit führenden Nationen bei Wissenschaft und Technologie machen. Das Emirat Dubai mit einer Bevölkerung von damals knapp 1,5 Millionen Einwohnern verfügte jedoch in keiner Weise über eine industrielle Basis, um Raumfahrt betreiben zu können. Daher wurde im Mai 2006 ein Vertrag mit der südkoreanischen Satrect Initiative GmbH in Daejeon geschlossen,
eine 1999 von Raumfahrtingenieuren des Korea Advanced Institute of Science and Technology (KAIST) gegründete Firma, die auf Kleinsatelliten und Technologietransfer spezialisiert war.
Eine Gruppe von Ingenieuren des EIAST wurde nach Korea geschickt, um an Entwicklung und Bau des rund 200 kg schweren, auf dem SI-200-Bus der Satrec basierenden Satelliten teilzunehmen. Die Bodenstation mit einer Antenne von 11,3 m Durchmesser hinter dem Hauptgebäude des Instituts in Dubai wurde von der kalifornischen Viasat Inc. gebaut,
die Datenverarbeitungssysteme im Kontrollzentrum,
ebenfalls am Hauptsitz des Instituts, wurden von Satrec geliefert.
Ursprünglich war der Start für Ende 2008 geplant,
tatsächlich wurde DubaiSat 1 dann am 29. Juli 2009 von der ISC Kosmotras mit einer ukrainischen Trägerrakete vom Typ Dnepr vom Kosmodrom Baikonur gestartet.
Am 21. November 2013 folgte der ebenfalls von Satrec gebaute, auf dem etwas größeren SI-300-Bus der Firma basierende DubaiSat 2. Der Satellit wog mit 300 kg rund 100 kg mehr als sein Vorgänger, seine Kamera hatte eine mehr als doppelt so hohe Auflösung. Der Start wurde wieder von der Kosmotras organisiert, erneut mit einer Dnepr-Rakete, diesmal aber vom russischen Kosmodrom Jasny.

## Muhammad-bin-Raschid-Raumfahrtzentrum
Im Zusammenhang mit der heute unter dem Namen „al-Amal“ bekannten Marsmission, einem von Muhammad bin Raschid al-Maktum initiierten Projekt, gründete Chalifa bin Zayid an-Nahyan, Präsident der Vereinigten Arabischen Emirate, am 6. August 2014 mit Bundeserlass Nr. 1/2014 die Raumfahrtbehörde der Emirate. Knapp acht Monate später, am 17. April 2015 gründete Muhammad bin Raschid al-Maktum per Dekret das Mohammed bin Rashid Space Centre (MBRSC), am folgenden Tag wurde das EIAST per Dekret in das neue Raumfahrtzentrum integriert.
Hierbei handelte es sich um einen reinen Verwaltungsvorgang. Das Muhammad-bin-Raschid-Raumfahrtzentrum war keine neu geschaffene Einrichtung, sondern nur ein neuer Name für das alte Institut; die alten Gebäude mit dem Kontrollzentrum und der Parabolantenne im Hof wurden weiterbenutzt. Im Juni 2015 ernannte Muhammad bin Raschid al-Maktum seinen zweitältesten Sohn Hamdan bin Muhammad al-Maktum, den Kronprinzen von Dubai, zum Leiter des Raumfahrtzentrums, im Juli 2015 wurde Hamad Obaid al-Mansuri, Generaldirektor der Regulierungsbehörde für Telekommunikation der Vereinigten Arabischen Emirate und stellvertretender Leiter der Raumfahrtbehörde der Emirate, zusätzlich zum Vorsitzenden des Direktorats des Raumfahrtzentrums ernannt.
Sein Stellvertreter wurde Yousef Ahmed asch-Schaibani. Generaldirektor blieb Yousuf Hamad asch-Schaibani, der diesen Posten bereits seit 2013 beim EIAST innegehabt hatte.
Am 6. Dezember 2021 wurde asch-Schaibanis bisheriger Stellvertreter Salem Humaid al-Marri, der vor der Gründung des Raumfahrtzentrums die Entwicklung von DubaiSat 1 und DubaiSat 2 geleitet hatte und später unter anderem für das Astronautenprogramm zuständig war, mit Wirkung vom 20. Januar 2022 zum neuen Generaldirektor ernannt. Yousuf Hamad asch-Schaibani wurde stellvertretender Vorsitzender des Direktorats des Raumfahrtzentrums.
Anders als asch-Schaibani setzt al-Marri nicht nur auf die USA und ihre Verbündeten als Partner für Raumfahrtmissionen, sondern er nahm auch Kontakt mit der Nationalen Raumfahrtbehörde Chinas auf. Am 14. Juni 2022 besprach er mit Wu Yanhua, dem stellvertretender Direktor der Behörde, die Möglichkeiten für eine Zusammenarbeit bei Erdbeobachtungssatelliten sowie der Mond- und Tiefraumerkundung, was drei Monate später zu einem Kooperationsabkommen bezüglich des zweiten emiratischen Mondrovers führte (siehe unten).

### KhalifaSat

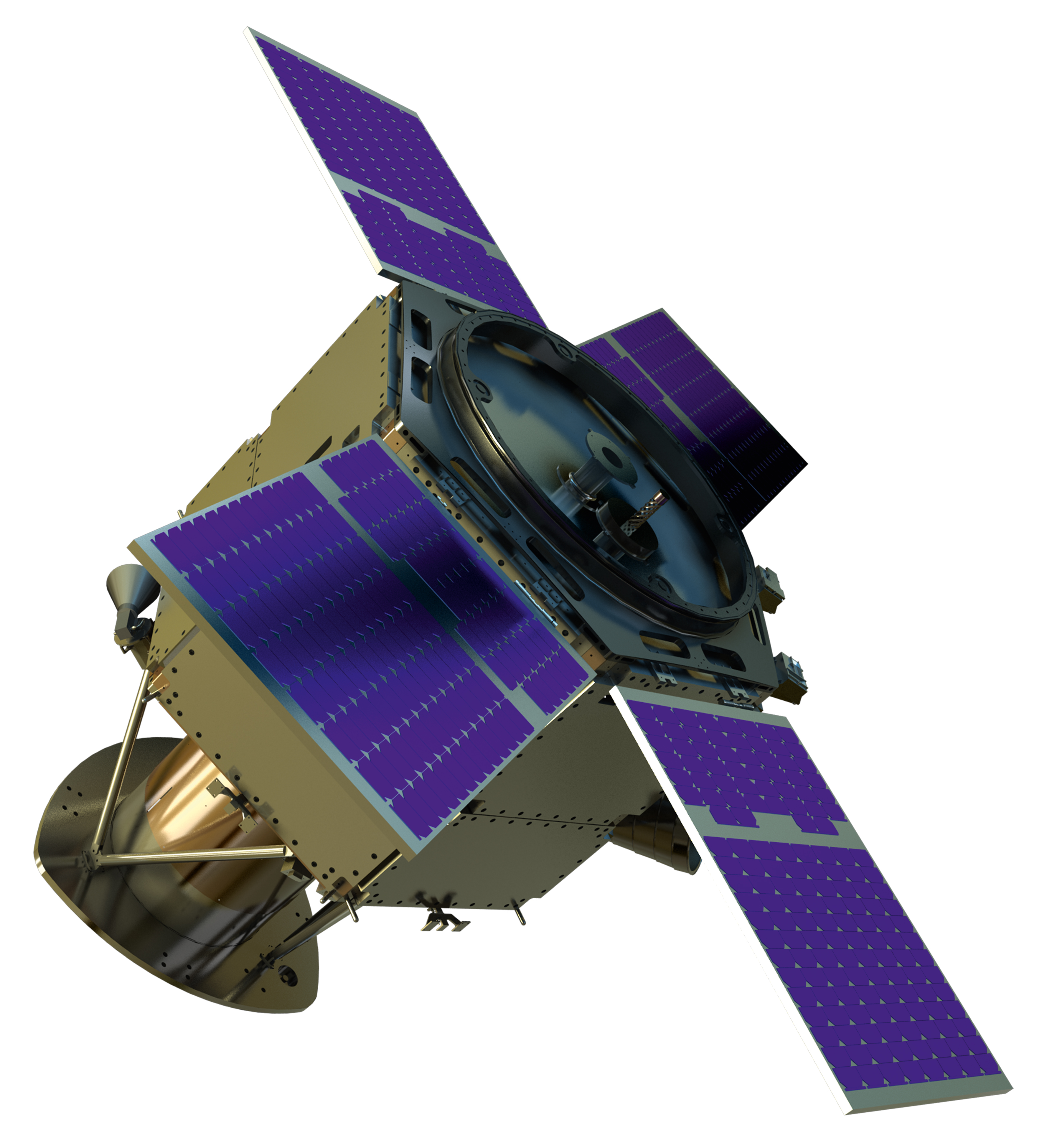
KhalifaSat

Bereits 2013 wurde das damals auf vier Jahre angelegte Projekt zur Entwicklung von Dubais drittem Erdbeobachtungssatelliten gestartet. Anders als bei seinen beiden Vorgängern, die komplett in Korea gebaut worden waren, sollte nun die Endmontage des zunächst „DubaiSat 3“ genannten, 330 kg schweren Satelliten in Dubai stattfinden. Im Februar 2014 stellte das damalige EIAST die Pläne für den mittlerweile zu Ehren von Chalifa bin Zayid an-Nahyan in „KhalifaSat“ umbenannten Satelliten auf einer Raumfahrtkonferenz in Singapur öffentlich vor.
Parallel dazu wurden am Sitz des EIAST in Dubai zunächst einige kleinere Reinräume und Laboratorien eingerichtet, die im November 2014 fertig waren. Der große Reinraum für die Endmontage des Satelliten war Ende 2015 einsatzbereit.
Ursprünglich war angekündigt, dass KhalifaSat zu 100 % von Ingenieuren der Vereinigten Arabischen Emirate entwickelt werden würde,
eine Fiktion, die vom Muhammad-bin-Raschid-Raumfahrtzentrum noch bis 2020 aufrechterhalten wurde. In Wahrheit kamen nur 30 % der Ingenieure aus den Emiraten, 70 % waren Koreaner.
In einer ersten Phase reisten die Ingenieure des EIAST Anfang 2014 nach Daejeon, um zusammen mit ihren Kollegen von der Satrec GmbH, die erneut den Auftrag erhalten hatte, an den Entwürfen zu arbeiten. Wie DubaiSat-2 basierte KhalifaSat auf dem SI-300-Bus der Satrec und hatte mit 330 kg ein ähnliches Gewicht. Am 15. Oktober 2014 waren die Entwurfsarbeiten abgeschlossen, und im Februar 2015 kehrte das EIAST-Team nach Dubai zurück.
In einer zweiten Phase schickte die Satrec GmbH die in Korea gebauten Komponenten für den Bus, die Elektrik und die Optik des Satelliten sukzessive nach Dubai.
Im Frühjahr 2015 hatten die EIAST-Ingenieure einen Prototyp des Gehäuses zusammengebaut und begannen, die restlichen Komponenten einzufügen, um an diesem Modell mittels ausführlicher Tests das Konzept des Satelliten zu überprüfen.
Diese sogenannte Critical Design Review war im Dezember 2015 abgeschlossen. Bereits im März 2015 hatte das EIAST mit Mitsubishi Heavy Industries einen Vertrag über den Start des Satelliten mit einer Trägerrakete vom Typ H-2A im ersten Quartal 2018 geschlossen.
Tatsächlich fand der Start vom Tanegashima Space Center dann am 29. Oktober 2018 statt. Die Systeme für Empfang und Verarbeitung der Bilder des Erdbeobachtungssatelliten wurden von Satrec aus Korea geliefert,
als Antenne wurde die alte 11,3-m-Parabolantenne der Viasat Inc. aus Kalifornien verwendet. Dubai verfügt über keine eigenen Trackingstationen; die Bahnelemente für die 3-achsig stabilisierten Satelliten liefert das North American Aerospace Defense Command (NORAD) als sogenannte Two Line Elements (TLE).
Hier ein Vergleich der drei von Dubai finanzierten Erdbeobachtungssatelliten:
|                         | DubaiSat 1                             | DubaiSat 2                           | KhalifaSat                              |
| ----------------------- | -------------------------------------- | ------------------------------------ | --------------------------------------- |
| Hersteller              | Satrec, Korea                          | Satrec, Korea                        | Satrec, Korea                           |
| Bus                     | SI-200                                 | SI-300                               | SI-300                                  |
| Masse                   | 200 kg                                 | 300 kg                               | 330 kg                                  |
| Orbit                   | SSO (680 km; 98,1°)                    | SSO (600 km; 97,1°)                  | SSO (613 km; 97,1°)                     |
| Auflösung               | panchromatisch 2,5 m multispektral 5 m | panchromatisch 1 m multispektral 4 m | panchromatisch 0,75 m multispektral 3 m |
| Schwadbreite            | 20 km                                  | 12 km                                | 12 km                                   |
| Bordspeicher            | 64 Gbit                                | 256 Gbit                             | 512 Gbit                                |
| Downloadgeschwindigkeit | 30 Mbit/s                              | 160 Mbit/s                           | 320 Mbit/s                              |
| Startdatum              | 29. Juli 2009                          | 21. November 2013                    | 29. Oktober 2018                        |
| Startplatz              | Kosmodrom Baikonur                     | Kosmodrom Jasny                      | Tanegashima Space Center                |
| Trägerrakete            | Dnepr                                  | Dnepr                                | H-2A                                    |

### al-Amal
Die am 16. Juli 2014 in die Wege geleitete Marsmission al-Amal läuft zwar offiziell unter dem Dach der Raumfahrtbehörde der Emirate, ist aber eine Initiative von Muhammad bin Raschid al-Maktum
und wird auf emiratischer Seite allein vom Muhammad-bin-Raschid-Raumfahrtzentrum durchgeführt:
- Omran Anwar Scharaf, der Projektleiter der Mission, war 2006 einer der ersten Angestellten des EIAST[25] und ist heute Leiter der Abteilung für Projektabwicklung am MBRSC[26]
- Suhail Buti al-Mheiri, stellvertretender Projektleiter, war 2006 ebenfalls einer der ersten Angestellten des EIAST und ist heute Leiter der Sektion Raumfahrtsysteme am MBRSC[27]
- Sarah al-Amiri, stellvertretende Projektleiterin und Chefwissenschaftlerin der Mission, begann ihre berufliche Laufbahn 2009 am EIAST als Software-Entwicklerin für DubaiSat 1 und DubaiSat 2 und war bis zu ihrem Wechsel ins Kabinett der Vereinigten Arabischen Emirate im Jahr 2017 Leiterin des Drohnenprogramms am MBRSC[28][29][27]

Hierbei war das Muhammad-bin-Raschid-Raumfahrtzentrum nur für die Projektleitung zuständig. Die tatsächliche Entwicklung und der Bau der Sonde fanden wieder im Ausland statt, diesmal am Labor für Hochatmosphären- und Weltraumwetterforschung (Laboratory for Atmospheric and Space Physics) der University of Colorado Boulder, mit Unterstützung von Wissenschaftlern des Labors für Weltraumwissenschaften (Space Sciences Laboratory) der University of California, Berkeley und des Instituts für Erd- und Weltraumforschung (School of Earth and Space Exploration) der Arizona State University.
Ab 2014 arbeiteten 250 amerikanische Techniker und Ingenieure unter der Leitung von Pete Withnell in Boulder zusammen mit einigen dutzend Kollegen aus Dubai an der Sonde.
Nachdem die Sonde im Dezember 2019 im Labor für Hochatmosphärenforschung die Temperatur- und Vakuumtests bestanden hatte,
wurde sie nach Dubai gebracht, um die Kommunikation zwischen Sonde und Kontrollzentrum zu erproben. Diese Kommunikationstests im Muhammad-bin-Raschid-Raumfahrtzentrum sollten an sich bis Mai 2020 dauern. Da man jedoch befürchtete, dass die Zahl der COVID-19-Fälle in Japan, von wo aus die Sonde gestartet werden sollte, und den Vereinigten Arabischen Emiraten weiter zunehmen könnte, wurde der kombinierte Luft- und Seetransport nach Tanegashima auf die vierte Aprilwoche vorgezogen, bevor alle Tests durchgeführt werden konnten.
Die Sonde sollte unbedingt zum 50. Geburtstag der Vereinigten Arabischen Emirate 2021 beim Mars eintreffen, und das nächste Startfenster ergab sich erst im Jahr 2022. Am 19. Juli 2020 hob die Sonde an Borde einer H-2A-Trägerrakete von Mitsubishi Heavy Industries vom Tanegashima Space Center ab. Nach knapp sieben Monaten Flugzeit trat sie am 9. Februar 2021 in eine Umlaufbahn um den Mars ein.

### Astronautenprogramm
Das Astronautenprogramm der Vereinigten Arabischen Emirate wurde im April 2017 von Muhammad bin Raschid al-Maktum zusammen mit Muhammad bin Zayid an-Nahyan, damals Kronprinz von Abu Dhabi und stellvertretender Oberbefehlshaber der Streitkräfte der Vereinigten Arabischen Emirate gegründet. Das Ziel war, ein sogenanntes „Astronautenkorps“ für wissenschaftliche Raumfahrtmissionen aufzustellen, wobei dieses nicht unter dem Dach der Raumfahrtbehörde angesiedelt war, sondern der Regulierungsbehörde für Telekommunikation unterstellt wurde.

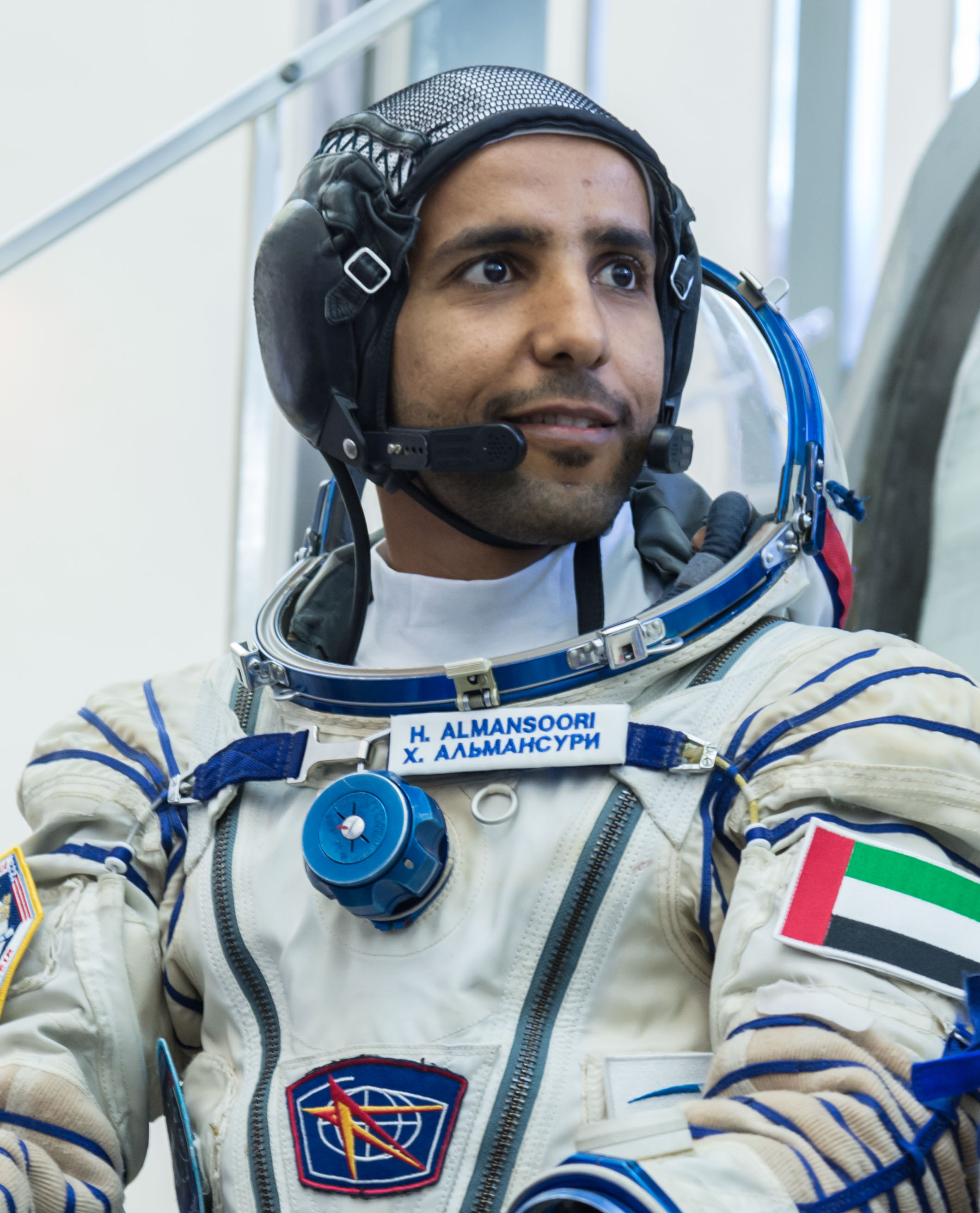
Hassa al-Mansuri, der erste Astronaut der Vereinigten Emirate

In der Praxis wird das Astronautenprogramm vom Muhammad-bin-Raschid-Raumfahrtzentrum durchgeführt. Nach Bekanntgabe des Programms hatten sich bis März 2018 genau 4022 Bürger der Vereinigten Arabischen Emirate für eine Astronautenlaufbahn beworben, 34 % davon Frauen. 22 % der Bewerber waren Piloten, 60 % Wissenschaftler und Ingenieure.
Aus den 4022 Bewerberinnen und Bewerbern wurden nach Durchsicht der Unterlagen 95 einer näheren Begutachtung nach medizinischen und psychometrischen Kriterien sowie ihrer beruflichen Fähigkeiten unterzogen. Nach dieser Begutachtung, die allein nach Aktenlage erfolgte, wurden 39 Bewerber im Juni 2018 ins MBRSC eingeladen, wo sie von Spezialisten des Raumfahrtzentrums eingehend befragt wurden und sich einer ärztlichen Untersuchung sowie zahlreichen psychologischen Tests zu unterziehen hatten. Am 3. Juli 2018 begann die nächste Auswahlrunde, mit Gesprächen, an denen nicht nur die Experten des MBRSC teilnahmen, sondern auch Vertreter ausländischer Raumfahrtbehörden.
Mittlerweile hatte das Muhammad-bin-Raschid-Raumfahrtzentrum ein Übereinkommen mit der russischen Weltraumorganisation Roskosmos unterzeichnet, dass ein Astronaut der Vereinigten Arabischen Emirate an Bord eines Raumschiffs von Typ Sojus MS zur internationalen Raumstation ISS fliegen und dort an wissenschaftlichen Forschungen teilnehmen sollte.
Die internationale Kommission in Dubai wählte aus den ursprünglich 39 Bewerbern zunächst 18, dann in einer zweiten Runde 9 Kandidaten aus, die an das Juri-Gagarin-Kosmonautentrainingszentrum bei Moskau geschickt wurden, um über einen Zeitraum von drei Wochen mittels Zentrifuge, Unterdruckkammer etc. auf ihre tatsächliche Eignung zum Raumfahrer geprüft zu werden (das MBRSC verfügt über keinerlei weltraummedizinische Einrichtungen).
Aus diesen neun Kandidaten wurden nun die vier Männer ausgewählt, die das Astronautenkorps der Vereinigten Arabischen Emirate bildeten.
Am 3. September 2018 gab Muhammad bin Raschid al-Maktum schließlich bekannt, dass der Kampfpilot Hassa al-Mansuri sowie Sultan an-Nejadi, Informatiker bei den Streitkräften der VAE, für den Flug zur ISS ausgewählt worden seien.
Da für die beiden kein Außenbordeinsatz vorgesehen war, durchliefen sie ein stark verkürztes Training – die reguläre Raumfahrerausbildung dauert vier Jahre – und einer von ihnen sollte bereits im April 2019 mit Sojus MS-12 zur ISS fliegen.
Aus technischen Gründen musste Roskosmos bei der Mannschaftsplanung jedoch umdisponieren. Am 12. April 2019 verkündete das Muhammad-bin-Raschid-Raumfahrtzentrum, dass es Hassa al-Mansuri für das Primärteam der Mission Sojus MS-15 ausgewählt hatte.
Am 25. September 2019 hob er schließlich als erster Bürger der Vereinigten Arabischen Emirate und nach Sultan bin Salman bin Abdulaziz Al Saud aus Saudi-Arabien 1985 sowie Muhammed Ahmed Faris aus Syrien 1987 als dritter Araber überhaupt ins All ab.
Sultan an-Nejadi folgte am 2. März 2023 mit der Mission SpaceX Crew-6 für einen sechsmonatigen Aufenthalt auf der ISS. Damit war er der erste Araber auf einer Langzeitmission.
Bei einer zweiten Rekrutierungsrunde wurden ab Mai 2020 aus 4305 Bewerbern zunächst nach Aktenlage 122 Kandidaten ausgewählt, die über Videokonferenz-Gespräche – man befand sich gerade beim ersten Höhepunkt der COVID-19-Pandemie – auf 61 reduziert wurden. Nach weiteren Selektionsrunden blieben schließlich die Maschinenbauingenieurin Nura al-Matruschi und der Polizeipilot Mohammed al-Mulla übrig, die in den USA zusammen mit der NASA-Gruppe 23 ausgebildet werden sollen.

### Drohnenprogramm
Anfang 2014 startete das damalige EIAST unter der Leitung der Informatikerin Sarah al-Amiri ein Drohnenprogramm, das sogenannte „Advanced Aerial Systems Programme“. Hierbei griff man auf Airbus Defence and Space und deren mit Strom aus Solarzellen angetriebene Höhenplattform (High Altitude Pseudo Satellite bzw. „HAPS“) Zephyr 6 zurück. Ab März 2014 arbeiteten Ingenieure des EIAST zusammen mit ihren Kollegen von Airbus an einem Demonstrationsmodell. Im August jenes Jahres wurden die Komponenten nach Dubai geliefert, wo sie zusammengebaut und getestet wurden. Das 34 kg schwere Fluggerät mit einer Spannweite von 18 m trug als Nutzlast eine Videokamera, die bei einer Flughöhe von 18 km eine Auflösung von 10 cm bot. Am 11. September 2014 um 06:31 wurde das Gerät auf dem Ölfeld Margham im Osten des Emirats gestartet und landete nach 23 Stunden und 47 Minuten ununterbrochenen Flugs am folgenden Tag um 06:18.
Im September 2014 sprach man davon, dass das EIAST zusammen mit Airbus die nächste Generation des Zephyr entwickeln und Komponenten dafür ab 2016 in Dubai hergestellt werden könnten.
Nach der Gründung des Muhammad-bin-Raschid-Raumfahrtzentrums wurden diese Pläne jedoch nicht weiter verfolgt; es blieb bei dem einen Prototyp.

### Mondprojekt

#### Raschid
Am 29. September 2020 verkündete Muhammad bin Raschid al-Maktum, dass das MBRSC beabsichtigte, einen Mondrover zu bauen. Am 14. März 2021 gab die japanische Firma ispace bekannt, dass sie den Rover mit ihrem Lander Hakuto-R bei der Mission Hakuto-R M1 auf der Mondoberfläche absetzen wollte.
Als Landeort war der Atlas-Krater am südöstlichen Rand des Mare Frigoris auf der erdzugewandten Seite des Mondes vorgesehen. Der Start der Mission mit einer Rakete vom Typ Falcon 9 der amerikanischen Firma SpaceX erfolgte am 11. Dezember 2022 um 07:38 Uhr UTC, am 16. Dezember 2022 bestätigte ispace, dass der Rover den Start gut überstanden hatte.
Da nur wenig Treibstoff zur Verfügung stand, verwendete Hakuto-R eine niederenergetische Transferbahn. Am 21. März 2023 um 01:24 Uhr UTC trat die Sonde schließlich in den Mondorbit ein.
Der Landeversuch am 25. April 2023 scheiterte dann aufgrund von Treibstoffmangel der japanischen Sonde.
Der vierrädrige, 10 kg schwere Rover, der nach Raschid bin Said al-Maktum, dem 1990 verstorbenen Vater des Emirs, „Raschid“ genannt wurde, war 53,5 cm lang, 53,85 cm breit und mit voll ausgefahrenem Instrumententurm 84,9 cm hoch. Er wurde mit zwei vom französischen Centre national d’études spatiales zur Verfügung gestellten Hauptkameras mit einer hohen Auflösung, einer für 3D-Aufnahmen geeigneten plenoptischen Kamera und einer Wärmebildkamera ausgerüstet, dazu noch mit Sensoren, um die Bodenzusammensetzung, Strahlenbelastung sowie die thermischen Eigenschaften des Oberflächenmaterials zu erforschen. Die Stromversorgung des Rovers hätte über an seinen dachartig abgeschrägten Flanken montierte Solarmodule erfolgen sollen. Er war mit einem Differentialgetriebe ausgestattet, hätte eine Höchstgeschwindigkeit von 10 cm/s gehabt, Steigungen von bis zu 20° bewältigen und Hindernisse von bis zu 10 cm Höhe überklettern können.
Eine Gruppe von Ingenieuren und Wissenschaftlern des Muhammad-bin-Raschid-Raumfahrtzentrums arbeitete seit 2018 am Konzept des Rovers, das 2021 fertig ausgearbeitet war. Anschließend wurden, ähnlich wie beim Drohnenprogramm, die aus dem Ausland gelieferten Komponenten in Dubai zu einem Prototyp zusammengebaut, laut Muhammad bin Raschid nur von emiratischen Ingenieuren. Im Sommer 2021 wurde der Prototyp getestet. Im April 2022 wurde der für den Einsatz bestimmte Rover im Kompetenzzentrum für orbitale Raumfahrtantriebe der ArianeGroup, Lampoldshausen, in den japanischen Lander eingebaut.
Der Schwerpunkt der Aktivitäten auf dem Mond hätte bei der Fotografie liegen sollen. Das Muhammad-bin-Raschid-Raumfahrtzentrum hatte gehofft, dass der Rover während der für einen Mondtag (14 Erdtage) angesetzten Mission mindestens 1000 Bilder zur Erde funken könnte, beginnend mit der Landung bei Sonnenaufgang, Selbstporträts, Aufnahmen von der Mondoberfläche und der vom Mond aus gesehenen Erde sowie Wärmebilder.
Daneben sollte aber mittels einer Langmuir-Sonde auch der photoelektrische Effekt auf der Mondoberfläche studiert werden, der für das Aufsteigen von Staubpartikeln verantwortlich ist, sowie die Empfänglichkeit verschiedener Materialien für Staubablagerungen.

#### Raschid 2
Am 16. September 2022 unterzeichneten Salem Humaid al-Marri, der Generaldirektor des Muhammad-bin-Raschid-Raumfahrtzentrums, und Wu Yanhua, der stellvertretende Direktor der Nationalen Raumfahrtbehörde Chinas, in den Räumlichkeiten des Muhammad-bin-Rashid-Zentrums und in Anwesenheit von Zhang Yiming (张益明, * 1969), seit Ende Mai 2022 chinesischer Botschafter in den Vereinigten Arabischen Emiraten, sowie Yousuf Hamad asch-Schaibani, dem stellvertretenden Vorsitzenden des Direktorats des Raumfahrtzentrums, eine Übereinkunft, gemäß der die Nationale Raumfahrtbehörde für das Muhammad-bin-Rashid-Zentrum mit dem Lander von Chang’e 7 neben dem eigentlichen, sehr komplexen Missionsrover den zusätzlichen, in den Emiraten zu entwickelnden Kleinrover Raschid 2 auf den Mond transportieren wird.
Aus diesem Grund wurde die ursprünglich für 2024 angesetzte Mission, bei der eine Landung am inneren Ring des Südpol-Aitken-Beckens auf der erdabgewandten Seite des Mondes vorgesehen ist, auf Ende 2026 verschoben.
Die Landestelle der Mission liegt bei gut 85° südlicher Breite auf einer kleinen Hochebene.
Während des Polarsommers herrscht dort ständig Sonnenlicht, der Einfallswinkel der Sonnenstrahlen beträgt aufgrund der Polnähe jedoch nur 1° – 4°. Daher ist Raschid 2 etwas anders konstruiert als der erste Rover. Die Solarmodule sind nun nicht mehr schräg an den Seiten des Fahrzeugs angebracht, sondern senkrecht. Außerdem läuft das Gehäuse vorne spitz zu und ist auch an diesen, senkrechten Flächen mit Solarzellen besetzt. Dadurch ist immer eine ausreichende Stromversorgung sichergestellt, unabhängig davon, in welchem Winkel zur Sonne der Rover fährt.
Die Entwicklung des Rovers soll zwar in den Vereinigten Arabischen Emiraten stattfinden, da es jedoch nötig ist, einen zusätzlichen Absetzmechanismus für ihn zu konstruieren – Raschid 2 besitzt eine wesentlich geringere Spurbreite als der Hauptrover der Mission – und außerdem die Fixierung des Rovers während des Fluges, das Funkprotokoll etc. geregelt werden muss, wird eine emiratisch-chinesische Kooperationsgruppe aufgestellt. Anders als bei Raschid entstehen dem Muhammad-bin-Raschid-Raumfahrtzentrum bei Raschid 2 keine Kosten für den Transport zum Mond. Die Kosten für die Betreuung des Rovers auf der Mondoberfläche hat jedoch die emiratische Seite zu tragen; für den ersten Raschid-Rover wurde am Sitz des Raumfahrtzentrums bereits ein neues Kontrollzentrum eingerichtet.
Die von dem Kleinrover ermittelten Nutzlastdaten sind der Öffentlichkeit zur Verfügung zu stellen.
Da Raschid 2, wie Raschid 1, aus importierten Komponenten zusammengebaut werden soll, kam das Projekt im März 2023 in Konflikt mit den International Traffic in Arms Regulations der USA, die eine Mitnahme amerikanischer Technologie auf chinesischen Raketen erschweren.
Ohne auf alternative Lösungen wie den Bau des Rovers aus chinesischen Komponenten oder die Wahl einer anderen Transportmethode näher einzugehen, bestätigte Muhammad bin Raschid al-Maktum am 26. April 2023, einen Tag nach dem Scheitern der japanischen Mission, dass der Rover in jedem Fall zum Mond geschickt werden sollte.

### Asteroidenmission
Am 5. Oktober 2021 kündigte Muhammad bin Raschid al-Maktum an, dass die Vereinigten Arabischen Emirate eine Sonde zur Venus und zum Asteroidengürtel schicken wollten. Sarah al-Amiri, Leiterin der Raumfahrtbehörde der Emirate, erläuterte, dass die Sonde 2028 starten sollte. Mitte 2028 soll sie an der Venus vorbeifliegen, dabei beschleunigen und wieder zur Erde zurückfliegen. Nach einem weiteren Swing-by-Manöver an der Erde soll die Sonde 2030 den Asteroidengürtel jenseits der Marsbahn erreichen.
Dort soll sie sieben Asteroiden beobachten und schließlich im Mai 2035 bei dem letzten davon einen unter Beteiligung zweier emiratischer Firmen gebauten Lander aussetzen.
Wie bei der Marssonde al-Amal will man bei dem Projekt mit dem Labor für Hochatmosphären- und Weltraumwetterforschung der University of Colorado zusammenarbeiten.